# Пуд
Пуд е остаряла единица за измерване на маса в руската система от мярки.
От 1899 г. един пуд е равен на 16,3805 кг. Като древноруска единица за тегло пудът се състои от 16 безмена, 40 големи гривена и 80 малки, като:
- 1 пуд = 40 фунта = 1280 лота = 3840 злотника = 368 640 доли.
- 10 пуда = 1 берковец.
- от 1899 г., в съответствие с „Положение за мерките и тежестите от 1899 г.“, един пуд бил приравнен на 16,3804964 кг.,[4] в „Сравнителните таблици“ от 1902 г. стойността е посочена като 16,380496 кг.[5]

## Етимология
Названието пуд произлиза от праславянската форма *pǫdъ. Праславянската дума е заета от къснолатинското pondō, което от своя страна идва от по-ранния латински израз lībra pondō – „фунт тегло“, в което pondō е старият аблатив на pondus – „тегло“.

## Замяна на килограм
Пудът е отменен в СССР в съответствие с декрета „За въвеждане на международната метрична система за мерки и теглилки“ през 1918 г. Въпреки това, дори 30 години по-късно, тази мярка редовно се споменава във вестниците. В днешно време в Русия понякога все още се среща в материали за производството на селскостопанска продукция (главно зърно). Пудови тежести (закръглени до най-близкия килограм) все още се използват в Русия в спортната дисциплина вдигане на гири.